# 毫摂寺 (加賀市)
毫摂寺（ごうしょうじ）は、石川県加賀市大聖寺法華坊町にある真宗大谷派の寺院。山号は出雲路山。本尊は阿弥陀如来。法華坊町の南西部にある。

## 歴史

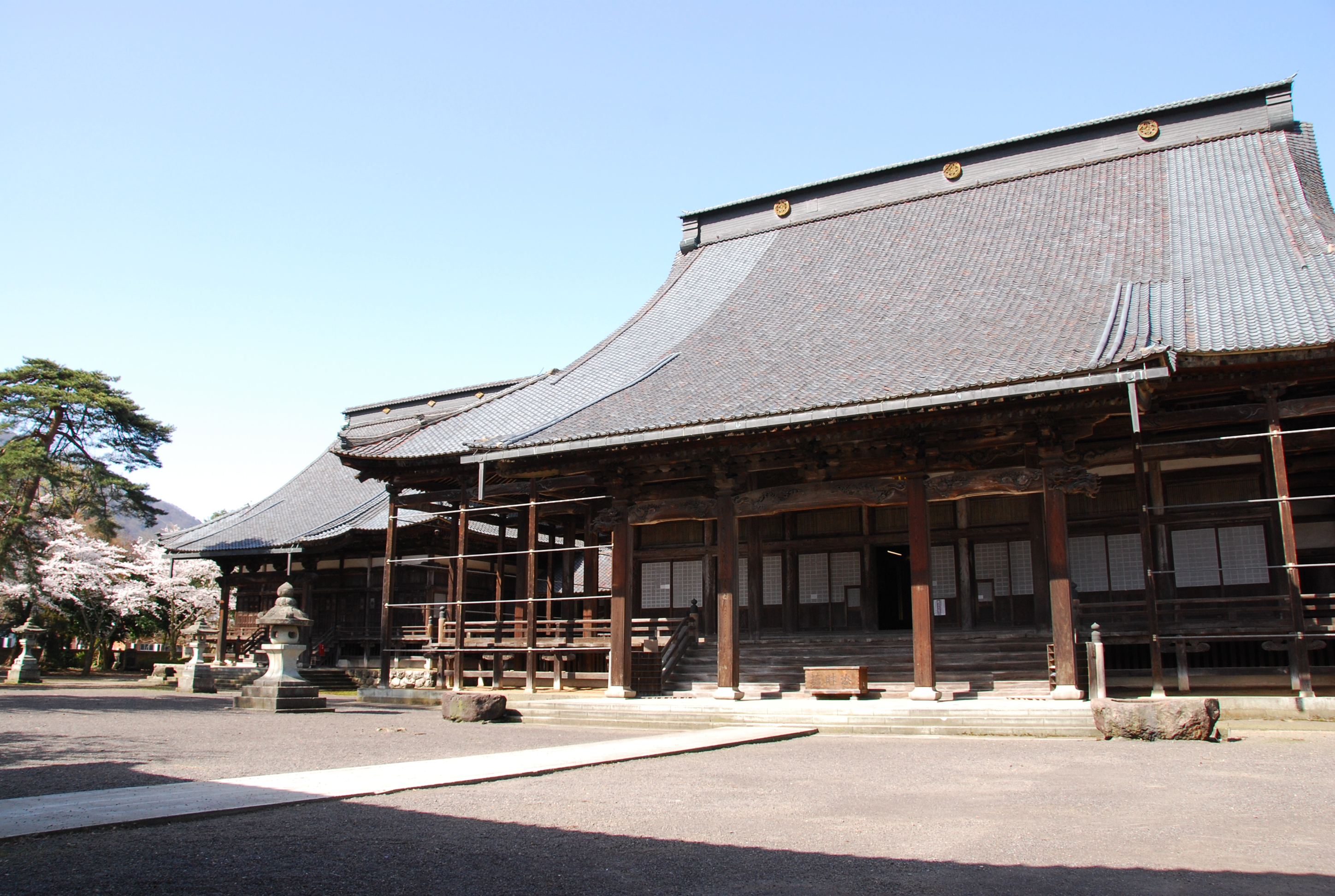
越前国の毫摂寺

### 開創
大聖寺の毫摂寺の開創には諸説ある。
一説によると、天福元年（1233年）には親鸞聖人が山城国愛宕郡出雲路（現・京都府京都市）に草庵を結び、その後3世善入によって今出川に毫摂寺が建立された。応仁の乱の際に毫摂寺の堂宇は焼失し、5世善幸は越前国に移って今立郡の証誠寺に寄寓した。8世善鎮によって山元庄に毫摂寺が再興された。大聖寺の毫摂寺はこの越前国の毫摂寺から分かれた寺院とされる。
一方で寺伝によると、南北朝時代に山城国出雲路の毫摂寺が戦火で焼失し、3世とその二男が加賀国江沼郡黒瀬村（現・石川県加賀市）に移って毫摂寺を建立した。8世善海の時に長男の善芸が加州毫摂寺を継いだ。
慶長7年（1602年）に本願寺が東西に分立した際、江沼郡では毫摂寺や本善寺や興宗寺や専光寺が東本願寺に付き、専称寺や勝光寺が西本願寺に付いた。

### 再興後
毫摂寺は寛永17年（1640年）ごろに再興され、大聖寺の福田町に移った。福田町は町人町であり、大工・桶屋・塗師屋などが多く住んでいた。毫摂寺は福田町と片原町の辻の南西角にあった。
寛政2年（1790年）時点で、大聖寺藩における浄土真宗の公認寺院（古寺）は東本願寺派（後の真宗大谷派）が毫摂寺を含む10寺、西本願寺派（後の真宗本願寺派）が5寺だった。
文久2年（1862年）には毫摂寺が大聖寺の永町に移った。慶応3年（1867年）以降には長崎奉行所に捕らえられた隠れキリシタンが諸藩に預けられることとなり（浦上四番崩れ）、大聖寺藩にも50人のキリシタンが預けられた。1870年（明治3年）3月25日・26日には毫摂寺で僧による教諭が行われ、その後も数人まとめた説諭が行われた。毫摂寺などには数人のキリシタンが預けられ、キリスト教から仏教に改宗するものもいた。
1903年（明治36年）には毫摂寺が法華坊町に移った。1887年（明治19年）から1892年（明治25年）ごろの法華坊町には大聖寺機業伝習所が設けられ、その他にも民間の機業場が多数立地した。また、1889年（明治21年）には法華坊町に芝居小屋の常盤座も設立され、1916年（大正5年）には大聖寺劇場株式会社として再興している。太平洋戦争後には毫摂寺の北西側に中央通り（橋立港線）が開通した。
2022年（令和4年）4月16日、毫摂寺や本善寺が連携して大聖寺地区の花まつりが開催された。

## 境内
- 本堂

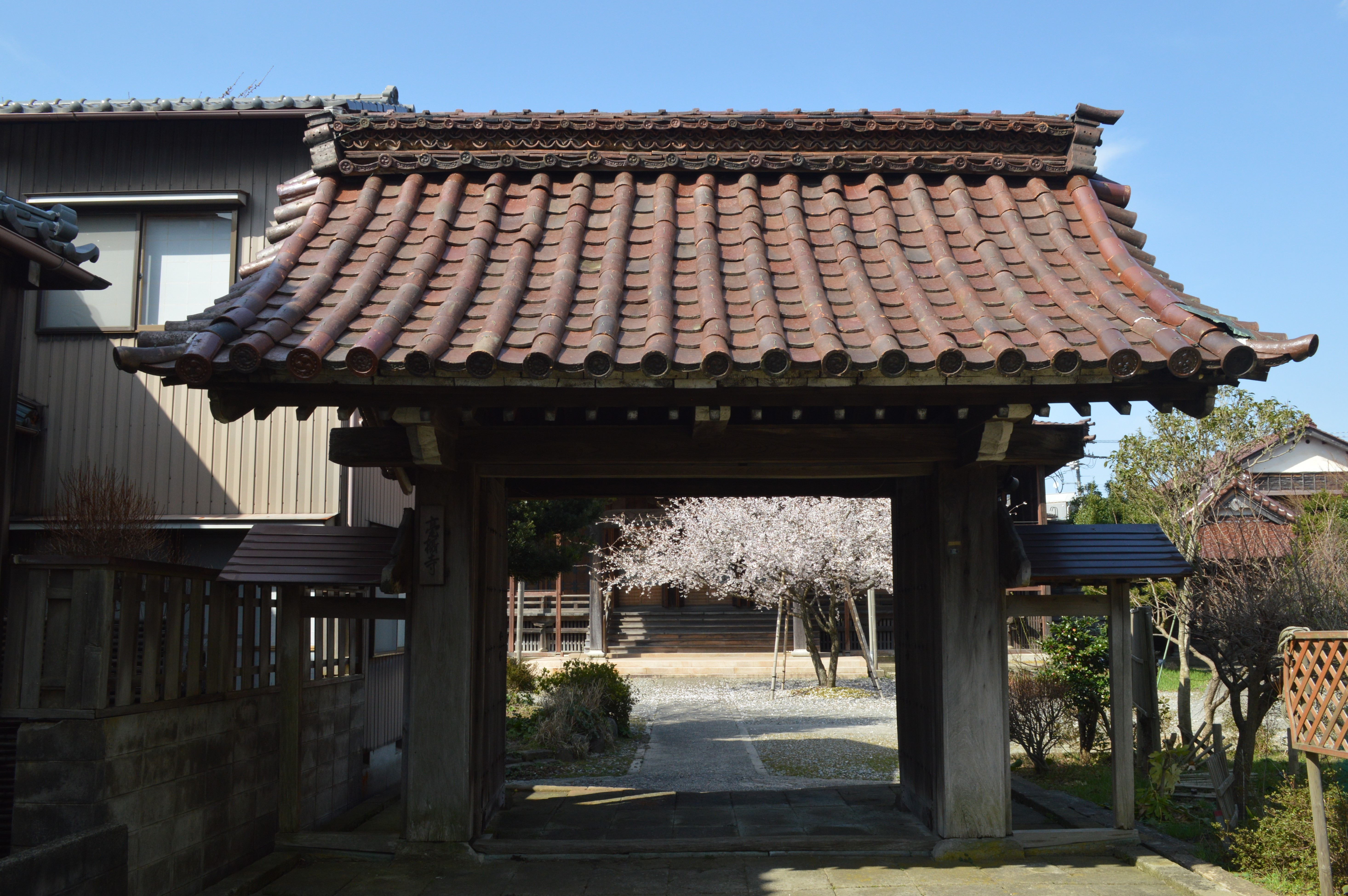
山門
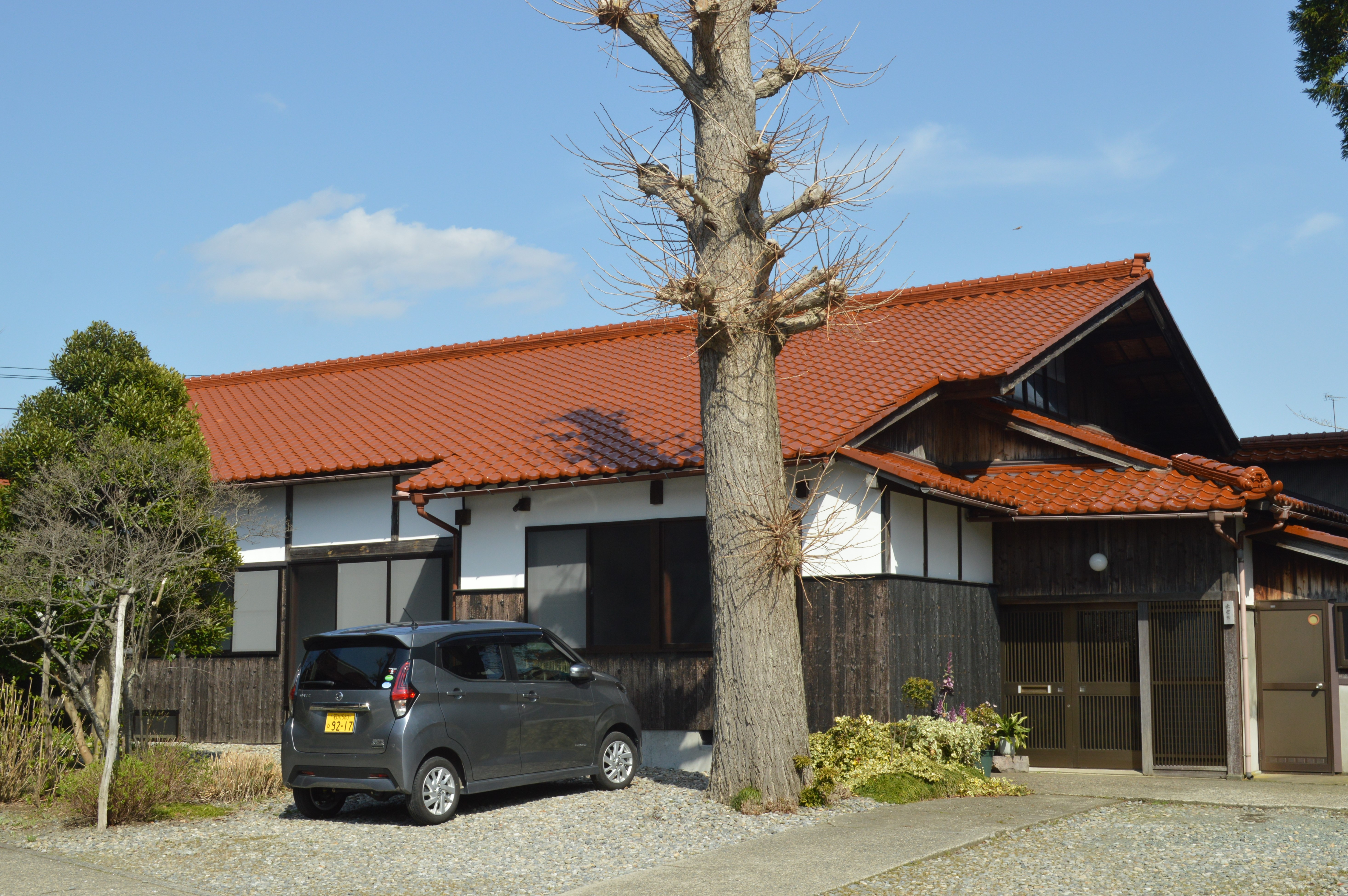
社務所

- 山門
- 社務所

## 宝物
- 方便法身阿弥陀如来絵像
  - 一幅、絹本着色[11]。
- 六号名号（蓮如）
  - 二幅、紙本墨書[11]。
- 親鸞画像
  - 一幅、絹本着色[11]。

## 現地情報
所在地
- 922-0033 石川県加賀市大聖寺法華坊町

交通アクセス
- IRいしかわ鉄道線・ハピラインふくい線 大聖寺駅から徒歩